# کالیفرنیا دریمین
«کالیفرنیا دریمین» (California Dreamin') تک‌آهنگی از گروه موسیقی فولک راک ماماز اند پاپاز است که در سال ۱۹۶۵ میلادی منتشر شد.